# South Branch River (Dominica)
Der South Branch River ist ein Zufluss des North River in Dominica. Er verläuft im Parish St. John und mündet in den North River, kurz bevor dieser selbst in der Prince Rupert Bay (Portsmouth Bay) ins Karibische Meer mündet.

## Geographie
Der South Branch River entsteht aus Quellflüssen, die von den Nordhängen von Morne Les Héritiers (⊙) und Morne Brulés (⊙) herabkommen.
Er fließt nach Südwesten mündet am Nordrand von Portsmouth in den North River, der schon einige Zeit westlich dazu parallel verläuft.
Nach Süden schließt sich das Einzugsgebiet des Barry River, eines Zuflusses des Indian River, an.